# PCC Rokita
Die PCC Rokita SA ist ein polnisches Chemieunternehmen mit Sitz in der niederschlesischen Kleinstadt Brzeg Dolny (dt. Dyhernfurth). Das Unternehmen produziert und vertreibt über 400 Produkte, die in Branchen wie Kunststoff, Kosmetik, Bau, Textilien sowie Haushalts- und Industriechemikalien eingesetzt werden. Es stellt Polyole, Chlor, Chlorverbindungen, Laugen, Tenside und Phosphorderivate her. Seit dem 1. April 2010 ist die PCC-SE-Gruppe in Duisburg Alleinaktionär. Das Werk ist größter Arbeitgeber der Stadt, fördert den Bau von Einrichtungen wie dem städtischen Stadion und dem Hotel- und Sportkomplex „Rokita“ und ist Sponsor vieler großer Sportveranstaltungen.
Auf dem Firmengelände befanden sich von Mitte 1943 bis zum 26. Januar 1945 die KZ-Außenlager Dyhernfurth I und II. des KZ Groß-Rosen.

## Geschichte des Unternehmens
Im Jahr 1938 begann der Konzern I.G.Farben mit dem Bau der Anlagen. Für 500 Millionen Reichsmark Mark errichteten 15 Baufirmen unter der Gesamtleitung der Firma Luranil aus Ludwigshafen am Rhein 130 Fabrikgebäude. Im Auftrag der I.G. Farben produzierte die Anorgana GmbH in den Außenlagern Dyhernfurt I und II des KZ Groß-Rosen unter strenger Geheimhaltung chemische Kampfstoffe wie Tabun und Sarin, mit denen Fliegerbomben und Artilleriegranaten befüllt wurden. Die Wirkung von Tabun wurde während des Zweiten Weltkriegs in Menschenversuchen an Gefangenen des KZ Auschwitz-Birkenau getestet. Bei der Herstellung dieses Gases starben viele Inhaftierte im Vernichtungslager Dyhernfurt II.
Im September 1945 übernahmen die städtischen Behörden das Chemiewerk Anorgana von den sowjetischen Behörden. Die nicht zerstörten Maschinen und Anlagen wurden demontiert und in die Sowjetunion als Reparationsleistung abtransportiert. Das Werksgelände war verseucht, so dass es schwierig war, die Anlage wieder aufzubauen. Die polnischen Behörden waren an einer raschen Wiederinbetriebnahme der Anlagen interessiert. Im Oktober 1945 wurde die Fabrik mit ihrem gesamten Vermögen von den örtlichen Behörden übernommen. Erster polnischer Direktor der Staatlichen Chemischen Fabrik Anorgana war Zygmunt Zdrojewski. Auf Beschluss des polnischen Industrieministeriums sollte der Wiederaufbau der Anlagen beschleunigt werden. 1946 wurde die Produktion von Natriumhypochlorit unter Verwendung noch vorhandener deutscher Rohstoffe aufgenommen. Bis 1947 produzierte das Werk Natriumhypochlorit und Schwefelchlorid. Im Juni 1947 wurde der ehemalige deutsche Name „Anorgana“ in „Rokita“ geändert. Auf Anordnung des Zentralamts für chemische Industrie in Łódź wurde 1949 die Nadodrzańskie Zakłady Przemysłu Organicznego „Rokita“ w Brzegu Dolnym gegründet.
Am 1. April 1992 wurde das Unternehmen in polnischen Staatsbesitz überführt und änderte seinen Namen in Zakłady Chemiczne Rokita S.A.
2003 erwarb die deutsche PCC SE-Gruppe (Petro Carbo Chem GmbH) mit 50,32 % die Mehrheit an der Rokita S.A., erhöhte 2004 die Anteile auf 88,3 % und ist seit dem 1. April 2010 Alleinaktionär des Unternehmens. Im Juni 2014 wurden die Aktien der PCC Rokita an der Warschauer Börse zum ersten Mal notiert.

## Umweltverschmutzung und Greenpeace-Aktion
Am 13. Juni 2005 wurde das Unternehmen Zielscheibe einer Aktion der Organisation Greenpeace. Aktivisten der Organisation blockierten die Einleitung von Abwässern, mit denen gefährliche Chemikalien in die Oder eingeleitet wurden. Greenpeace-Untersuchungen ergaben unter anderem das Vorhandensein von polyzyklischen aromatischen Kohlenwasserstoffen, polychlorierten Biphenylen, Phthalaten, Schwermetallen (einschließlich Quecksilber) und anderen toxischen Substanzen, die auf der Liste der Wasserrahmenrichtlinie stehen.
Neben einer Explosion im Jahr 1976 kam es vereinzelt zu Chlorlecks, wie zum Beispiel 2006 und 2009.